# Aucklandella pyrastis
Aucklandella pyrastis là một loài tò vò trong họ Ichneumonidae.